# Шіруко

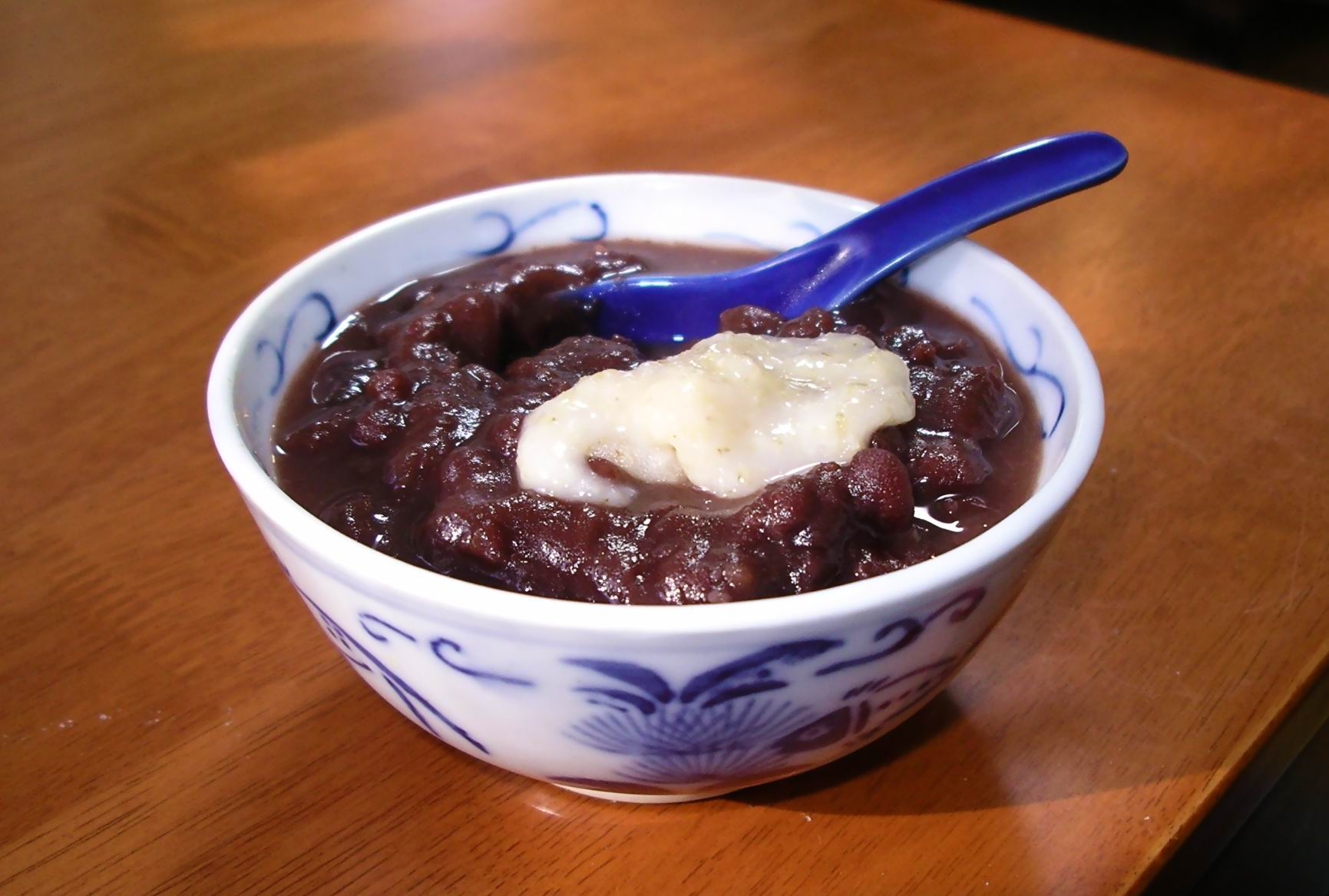
Шіруко з мочі з коричневого рису

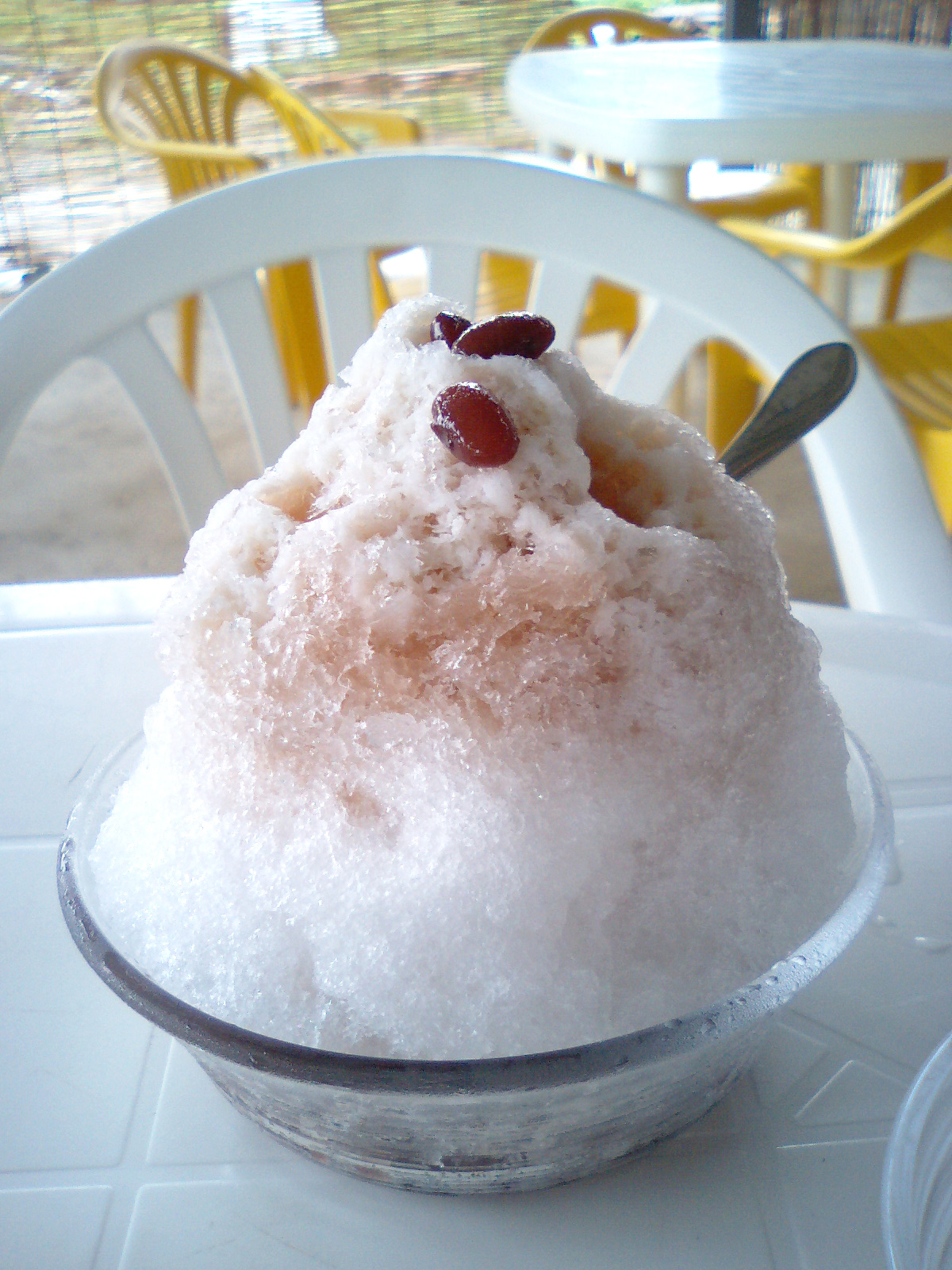
Дзендзай островів Яема

Шіруко, сіруко (яп. 汁粉, борошняний суп), також із шанобливим префіксом ошіруко (яп. お汁粉) — японська назва традиційного супу з квасолі адзукі. Під іншими назвами поширений по всій Південно-Східній Азії.

## В Японії
Шіруко (яп. 汁粉), або Ошіруко (яп. お汁粉) (із шанобливим префіксом), — традиційна страва японської кухні. являє собою солодку кашу з варених товчених бобів адзукі, в яку додають рисів'яники-мочі. Існує декілька видів шіруко, наприклад, з каштанами або пиріжками з рисової клейковини.
Існує два типи шіруко: з пасти адзукі або з суміші нетовчених і товчених бобів. Схожа страва, дзендзай (яп. 善哉, дзендзай), його готують при вищій температурі з меншою кількістю води. В західній Японії словом «дзендзай» називають шіруко з цілими бобами, на відміну від такого з пастою. В Окінаві дзендзай сервірують з мочі на крижаній стружці. Суп часто роблять з додатками, наприклад, з згущеним молоком.
Розплавлені м'які мочі і солодка каша з адзукі популярні серед японців, особливо зимою. Шіруко часто подають з іншою стравою соленого або кислого смаку, наприклад, умебоші або шіокомбу, соленою комбу. Друга страва повинна допомогти освіжити смакові відчуття від страви.
В деяких регіонах, включаючи Кагаву шіруко використовують для приготування новорічного супу дзоні.

## У Китаї
Аналогічна страва — суп із червоної квасолі «хундоутан» (кит. 紅豆汤, пін. hóngdòutāng) популярний у Китаї та вважається різновидом «таншуй» (кит. 糖水, пін. tángshuǐ, буквально «цукрова вода») або «тяньтан» (кит. 甜湯, пін. tiántāng, «солодкий суп», кантонський діалект — timtong). Зазвичай він менш калорійний, ніж японський вид. Літом його подають холодним, а зимою — гарячим. Із залишків роблять своєрідні льодяники на паличці.
Хундоутан (іноді хундоуша) — страва кантонської кухні, її подають в кантонських ресторанах після завершення основної трапези. Цей суп найчастіше низькокалорійний, але в дорогих ресторанах у нього додають саго (кит. 西米, пін. xīmǐ, сімі). Суп підсолоджують льодяниковим цукром або рафінадом.

## В Кореї

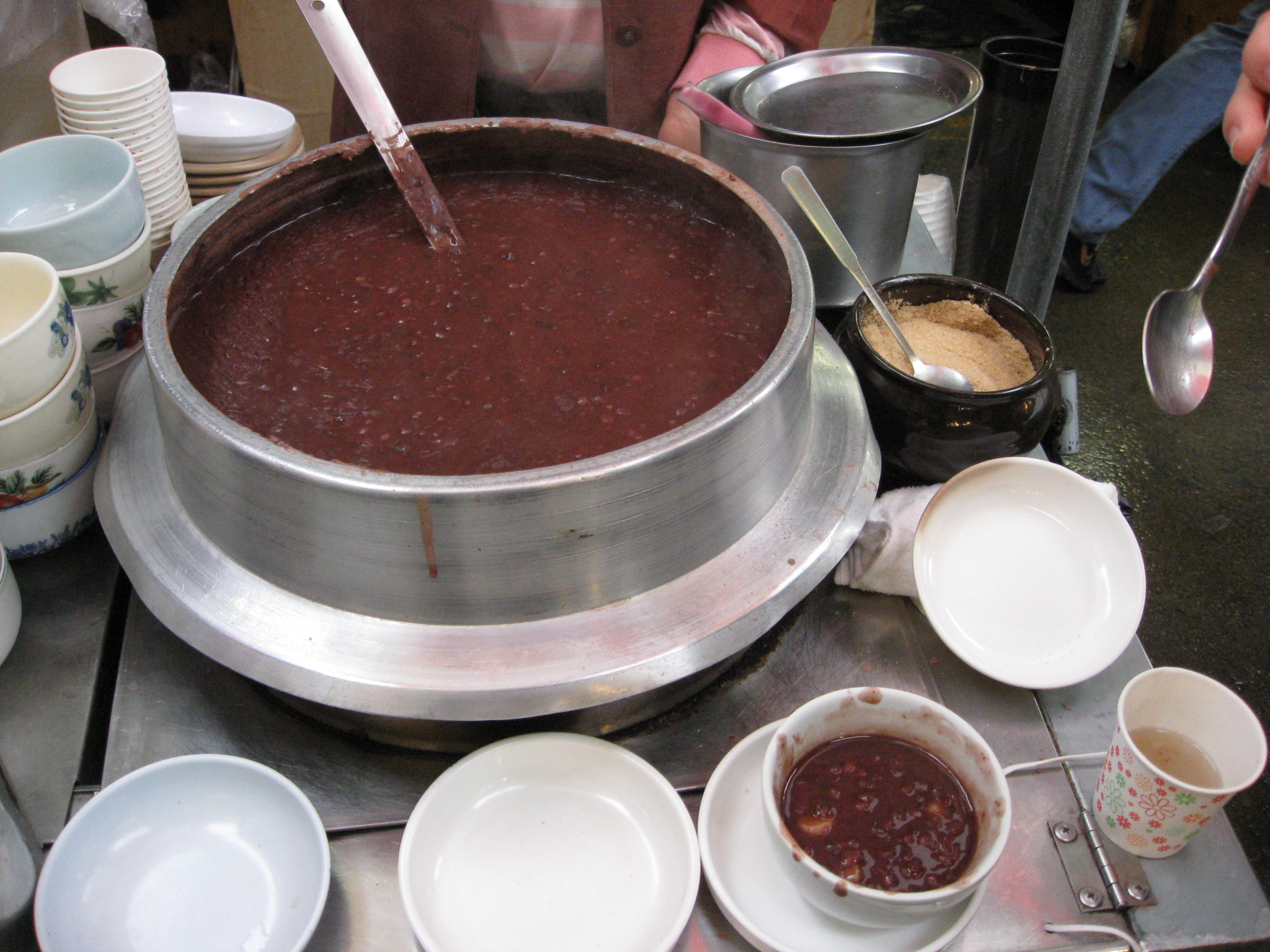
Пхатчук, який продають на вулиці в Пусані, Південна Корея

В корейській кухні аналогічний суп називається пхатчук (팥죽), і є сезонною стравою: її зазвичай їдять зимою. В Тончі, корейське свято зимового сонцестояння, їдять «тончі пхатчук» з сеальсім(새알심), буквально «пташині яйця», кульки рисової клейковини, названі так через схожість з яйцями дрібних птахів — перепілок. Кількість сеальсім зазвичай рівна віку того, хто їсть пхатчук.
В Кореї вважається, що пхатчук може проганяти злих духів. Згідно з корейськими віруваннями, червоний колір — колір позитивної енергії, і він перемагає негативну енергію. Приготування і вживання пхатчука — ритуал для попередження навдач і епідемій, які викликають злі духи. Перед тим як взятися за трапезу, корейці підносили частину хатній святині, окроплювали ним кухню, комору, ворота. Ця традиція проникла в китайські міфи: згідно «Хюнчосесігі», в деякого Конгона був поганий син, який після смерті перетворився на бога епідемій. Через його злу вдачу загинуло багато людей. Але люди згадали, що син Конгона за життя ненавидів пхатчук, і почали розбризкувати його в своїх домівках. Епідемія припинилась. Відтоді всі злі духи ненавидять пхатчук.
Поїдання пхатчука також є ритуальним проханням гарного урожаю. Древня Корея була аграрною країною, яка сильно залежала від величини урожаю. Відпочиваючи і вживаючи ситну їжу, корейці готувались до весняної сівби.
Пхатчук — приклад раннього застосування консервації їжі. Зазвичай корейська трапеза складається з рису і закусок. Але зимою, коли в корейських сім'ях запаси вже підходили до завершення, пхатчук ставав єдиною стравою. Його можна зробити з води, адзукі і невеликої кількості рису, він поживний і не потребує додаткових закусок. Таким чином, приготування пхатчука зимою допомагало зберегти рис, що залишився.

## У В'єтнамі
У в'єтнамській кухні є схожа страва, те дау до, до неї додається кокосове молоко.

## В Австралії
В кантонських ресторанах в великих містах шіруко подають як десерт, з фруктами, пудингом і випічкою.